# チキンカツ
チキンカツ（英語: chicken katsu）、チキンカツレツ（英語: chicken cutlet）または鶏カツとは、鶏肉に小麦粉、溶き卵、パン粉をまぶして、多量の食用油脂を用いて揚げた料理。「豚カツ」・「牛カツ」の素材を鶏肉（チキン）とした日本の料理。

## 概要

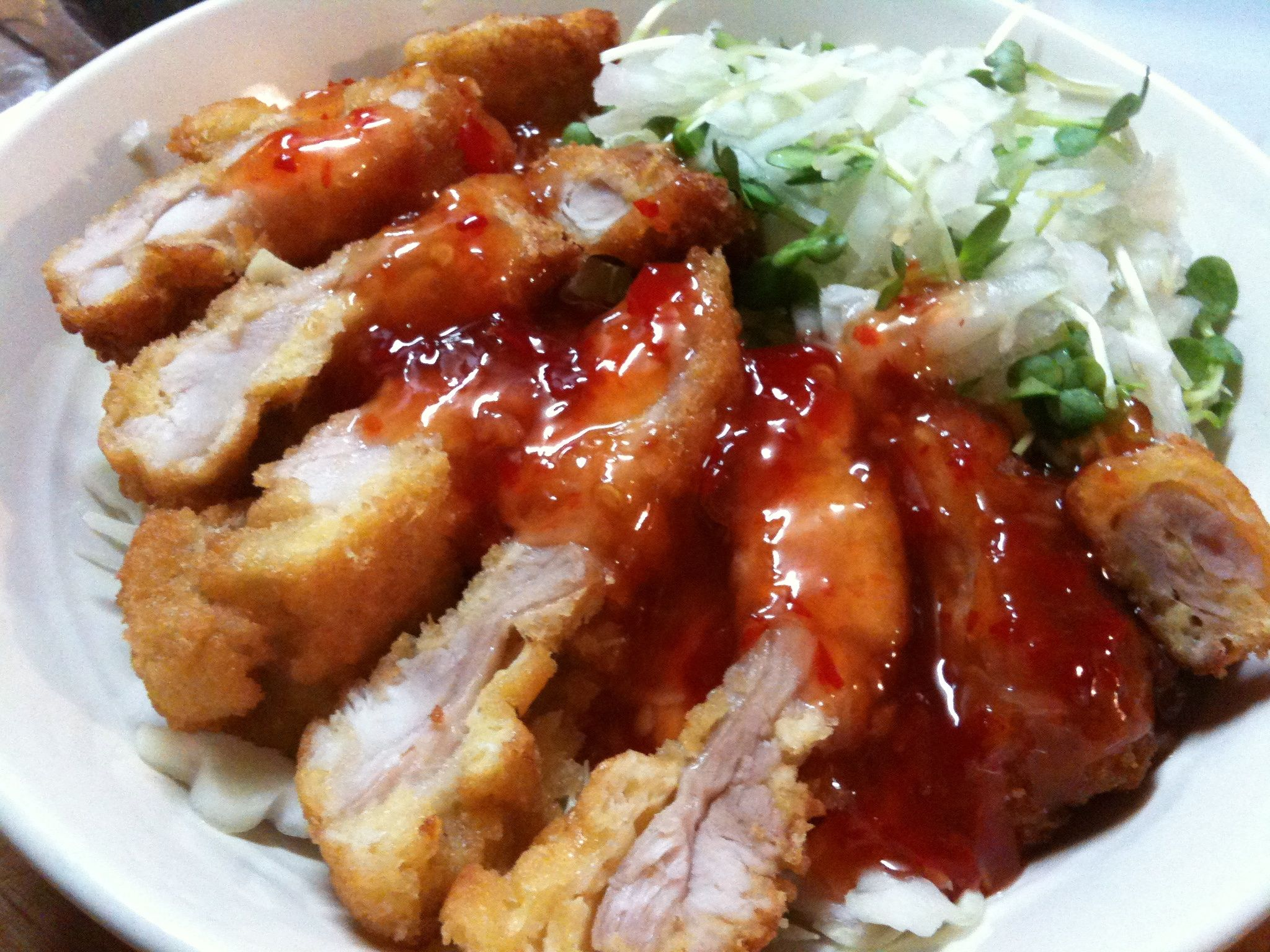
チリソースをかけたチキンカツ

豚肉を用いる豚カツや牛肉を用いるビフカツ（牛カツ）などと同様に、日本独自の多量の油で揚げる手法で「鶏肉」を調理したものである。
日本風のチキンカツはアメリカ合衆国のハワイで人気の惣菜となっており、プレートランチの定番メニューとして親しまれている。

## 歴史
江戸時代の1860年（万延元年）に福澤諭吉が発表した『増訂華英通語』（広東語・英語対訳の単語集にカタカナで読みと訳語を書き加えたもの）には「Fowl cullets」「吉列鶏（フェヲル コルレッ）」という語が載っており、これはチキンカツを意味するが、日本語の訳語は付けられていない。同書には別項で「吉列 cutlet コットレト」も立てられているが、牛肉や豚肉を使うものは記載されていない。
明治時代に肉料理が食べられるようになり、牛肉から豚肉、鶏肉へと応用が広がるなかで、チキンカツも作られた。ただ、明治時代から昭和初期までは名称がまだ固定されておらず、例えば1931年（昭和6年）の『料理する人の爲に』には「ヒヨコのカツレツ」の名でひな鳥に餅皮を砕いたものを付けて油で揚げるものを載せており、レモン汁をかけて食べるとしている。チキンカツという呼称は第二次世界大戦後に広がったものである。
呼称、語源の歴史はカツレツに準じる。

## 種類
チキンカツの素材は、もも肉、胸肉、ささみなどが用いられる。ささみを使用した場合は「ささみカツ」などと呼ばれる。
味付けも様々であり、味付け方法も、衣を付ける前の味付けと、衣を付けて揚げた後の味付けに分けられる。
衣を付ける前の味付けには、コショウ、ナツメグ、カレー粉、バジリコをはじめとするスパイス、ハーブ類などによる下味、チーズ、梅肉、紫蘇など追加する素材によるバリエーションがある。
またソースもウスターソース、とんかつソース、ドミグラスソース、トマトソース、タルタルソース、レモン汁、大根おろし、 塩、コショウなどのバリエーションがある。
また、衣もパン粉以外にアーモンドスライス、白胡麻などを応用で使う場合がある。
豚カツとの類似
豚カツ店のメニューとなっている事がある。また、豚カツや牛カツを使用した料理にとって代わることが多い。チキンカツをご飯の上に乗せてソースをかけた「チキンカツ丼」や、卵とじにする「親子カツ丼」などの料理があり、カツサンドやカツカレーに使用されることもある。
別種の料理
同じ鶏肉を油で揚げたものでも、チキン南蛮や鶏の唐揚げは、別の料理である。